# Brisgòvia
Breisgau o Brisgòvia és una regió històrica d'Alemanya a l'alt Rin. A l'edat mitjana va ser un dels districtes alamans i anava entre el Rin i Basilea al riu Fricktal estenent-se entre Kenzingen i Herbolzheim. Una part del Breisgau tocava al comtat alamànic de Mortenau (ara Ortenau); l'altra par a l'alt Rin a la regió situada per sobre de Laufenburg Hauenstein, pertanyia a l'Albgau. El nom de Breisgau o Brisgòvia es deriva de la ciutat de Breisach am Rhein.
El segle xii pertanyia als Zähringen junt amb tot el que avui és el sud-oest d'Alemanya i Suïssa; el ducat formava una important posició de poder però no fou capaç de formar una realitat coherent i ben fonamentada en el sentit d'un domini unificat. La mineria de la plata a la Selva Negra era la seva base financera. Els Zähringen operaven dins de la seva esfera d'influència amb una activa política d'assentaments, i van fundar nombroses ciutats, pobles i monestirs. Ells van escollir els llocs per consideracions polítiques i econòmiques. Una legislació uniforme, la gestió centralitzada i la màxima llibertat per als ciutadans de les ciutats va marcar el seu domini. Els comtes de Friburg (que eren descendents dels comtes d'Urach) van entrar el 1218 en possessió dels territoris dels Zähringen (una part va passar als comtes de Kyburg).
Sota govern dels comtes de Friburg, amb el comte Eginó III, la ciutat de Friburg va comprar finalment la seva llibertat amb la plata (un pes de 20.000 marcs) el 1368, i els Habsburg es van fer amb totes les altres possessions del Breisgau. L'alt funcionari de Brisgòvia va pertànyer així fins a 1805 o 1815 (Congrés de Viena) a la casa d'Àustria. El 1457 l'arxiduc austríac Albert VI va establir a Friburg la segona universitat dels Habsburg després de Viena (1365), que és una de les universitats més antigues d'Alemanya.
Després de gairebé 500 anys de domini d'Àustria el Breisgau i Friburg-ciutat, en contra de la voluntat de la majoria de la població, van passar al Gran Ducat de Baden. Avui dia el Breisgau és part del districte de Breisgau o Brisgòvia a la Selva Negra, districte d'Emmendingen. La ciutat de Friburg és el seu centre.